# 電話帳

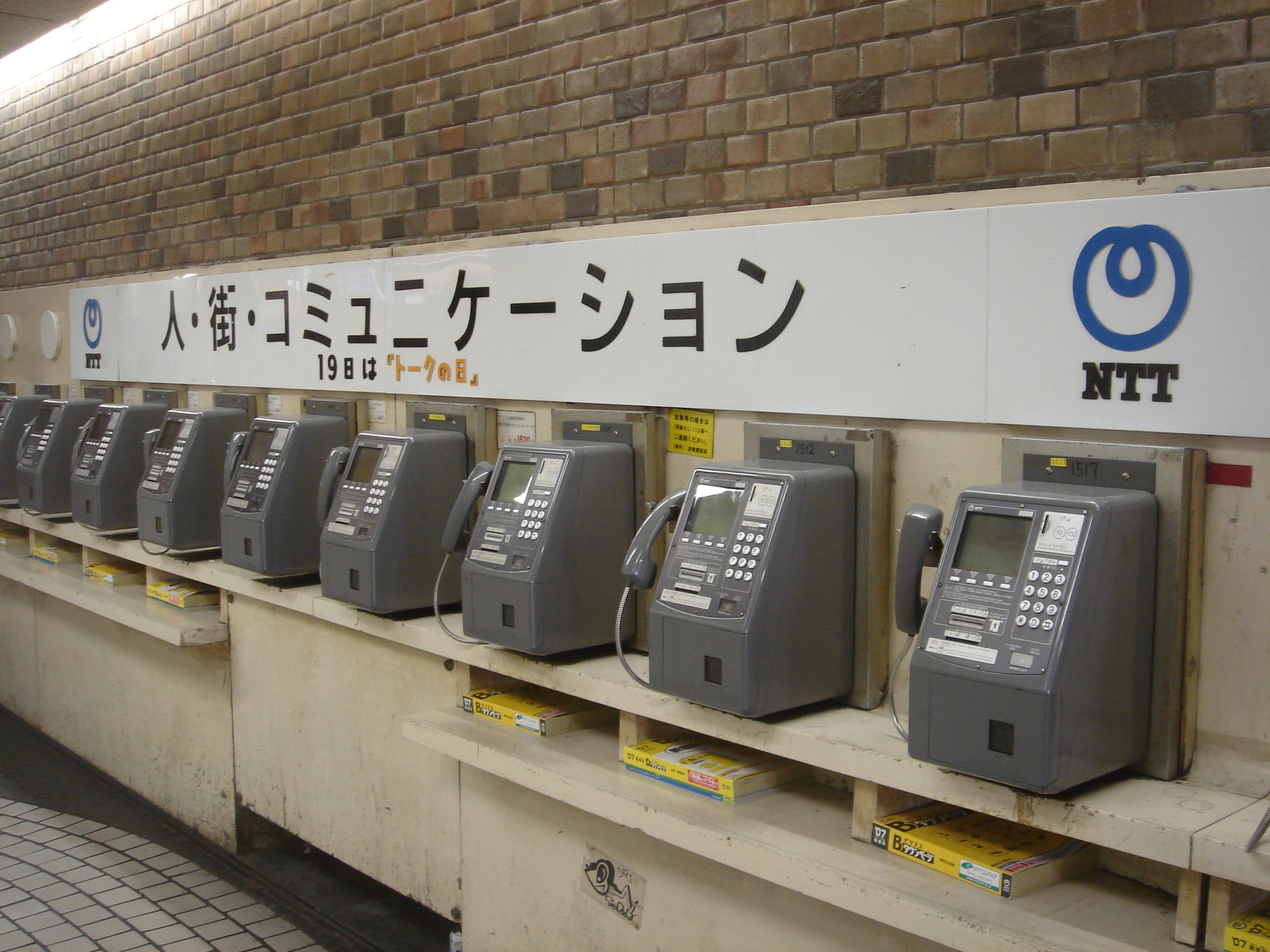
公衆電話と電話帳（新宿駅、2008年）

電話帳（でんわちょう）とは、電話番号が載っている名簿のことである。

## 概要
私的に作成される電話帳（氏名・住所・電話番号などの記入欄が予め設けられているアドレス帳などの文具、あるいは五十音順に階段状に綴じられたテレホンリストなどの文具を用いて作成されるものなど）、特定の業態・業界の電話帳、NTTが発行している電話帳（タウンページ、ハローページ）などの他に、名簿会社にある特定の個人情報の電話帳が挙げられる。
NTT東日本・NTT西日本が発行している電話帳には掲載を拒むことも可能である。また電話帳配布が不要な場合は配布停止を依頼できる。
「分厚い本」をあらわす比喩として「電話帳のような」などと言われることがある。
また、電話機などのメモリダイヤル機能も電話帳と呼ばれることがあり、携帯電話・携帯情報端末には必ず備わっているデータ記録機能の1つである（連絡先管理）。

## 歴史
日本で初めて電話帳が発行されたのは明治23年（1890年）。「電話加入者人名表」という、197名の電話番号と名前が縦書きで掲載されたたった1枚の紙だった。
当時はまだ電話そのものが珍しく、加入者が集まらずに苦労した時代。1番の東京府庁から始まって、官公庁や新聞社、銀行に交じって、渋沢栄一や大隈重信など近代日本を代表する人物の名前がずらりと並んでいた。
昭和26年（1951年）、初めて電話帳が職業別と人名別（50音別）の2冊に分かれた。これが、現在のタウンページの原型となる日本初の職業別電話帳の始まりである。
昭和58年（1983年）、電話帳の愛称を一般公募し、「タウンページ」「ハローページ」の名称が決定し、昭和59年（1984年）にタウンページの愛称を使用した職業別電話帳が発行された。
海外のイエローページのノウハウなども導入し、多くの人がタウンページのイメージとして認識している黄色をシンボルカラーとしつつさまざまな改良をしながら今に至っている。
インターネットの台頭や携帯電話・スマートフォンの普及により、利用者が情報を収集する媒体は多様化してきた現在では、インターネット版のタウンページである「ｉタウンページ」や、電話帳のページをめくるようにインターネット上で「タウンページ」および「ハローページ企業名編」を見ることができる「タウンページライブラリー」などがある。

## 電話帳と能力
電話帳はしばしば、その厚みや豊富な情報量から、握力や記憶力の対象とされて来た。例えばプロレスラーが怪力を示すパフォーマンスや、サヴァン症候群の人物のエピソードの対象に使われた過去がある。